# Vito Favero
Vito Favero (Sarmede, Vèneto, 21 d'octubre de 1932 - 16 de maig de 2014) va ser un ciclista italià que fou professional entre 1956 i 1962. En el seu palmarès destaquen dues victòries d'etapa al Giro d'Itàlia, el 1957 i 1959, i una al Tour de França, el 1959. En aquesta darrera cursa finalitzà en segona posició el 1958, a poc més de tres minuts de Charly Gaul, després d'haver liderat la cursa durant sis etapes.

## Palmarès
- 1952
  - 1r al Giro del Belvedere
- 1954
  - 1r al Circuit de Sant'Urbano
- 1957
  - Vencedor d'una etapa al Giro d'Itàlia
- 1959
  - Vencedor d'una etapa al Tour de França
  - Vencedor d'una etapa al Giro d'Itàlia
  - Vencedor de 2 etapes a la París-Niça
  - Vencedor d'una etapa al Giro de Sardenya

### Resultats al Tour de França
- 1958. 2n de la classificació general.  Porta el mallot groc durant 6 etapes
- 1959. Abandona (11a etapa). Vencedor d'una etapa
- 1961. Abandona (8a etapa)

### Resultats al Giro d'Itàlia
- 1957. 22è de la classificació general. Vencedor d'una etapa
- 1958. 35è de la classificació general
- 1959. 20è de la classificació general. Vencedor d'una etapa
- 1960. Abandona
- 1961. Abandona
- 1962. Abandona